# Río Lircay (Chile)
El río Lircay es un curso natural de agua que nace en las laderas de los cerros Torrecilla y Picaso de la Provincia de Talca en la Región del Maule y fluye con dirección general oeste hasta desembocar en la ribera izquierda del río Claro de Talca.

## Toponimia
Su nombre proviene del idioma quechua, Lirqay.

## Trayecto
El río nace al norte del cerro Torrecilla que está ubicado al norte del Lago Colbún y al este de San Clemente (Chile) para tomar dirección oeste y desembocar en el río Claro al norte de la ciudad de Talca. En total recorre unos 75 km.

## Caudal y régimen
El río posee una estación fluviométrica en Las Rastras cuyas mediciones muestran un régimen pluvial, con crecidas en los meses de invierno. En años húmedos las crecidas ocurren entre junio y julio, producto de lluvias invernales, mientras que los menores lo hacen entre enero y marzo.: 50 
En años secos los mayores caudales ocurren entre julio y septiembre, mientras que los menores se extienden desde noviembre a mayo.

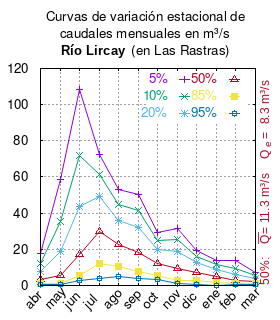
Curvas de variación estacional del río Lircay en Las Rastras.

El caudal del río (en un lugar fijo) varía en el tiempo, por lo que existen varias formas de representarlo. Una de ellas son las curvas de variación estacional que, tras largos periodos de mediciones, predicen estadísticamente el caudal mínimo que lleva el río con una probabilidad dada, llamada probabilidad de excedencia. La curva de color rojo ocre (con {\displaystyle {\color {Red}\vartriangle }}) muestra los caudales mensuales con probabilidad de excedencia de un 50%. Esto quiere decir que ese mes se han medido igual cantidad de caudales mayores que caudales menores a esa cantidad. Eso es la mediana (estadística), que se denota Qe, de la serie de caudales de ese mes. La media (estadística) es el promedio matemático de los caudales de ese mes y se denota {\displaystyle {\overline {Q}}}. 
Una vez calculados para cada mes, ambos valores son calculados para todo el año y pueden ser leídos en la columna vertical al lado derecho del diagrama. El significado de la probabilidad de excedencia del 5% es que, estadísticamente, el caudal es mayor solo una vez cada 20 años, el de 10% una vez cada 10 años, el de 20% una vez cada 5 años, el de 85% quince veces cada 16 años y la de 95% diecisiete veces cada 18 años. Dicho de otra forma, el 5% es el caudal de años extremadamente lluviosos, el 95% es el caudal de años extremadamente secos. De la estación de las crecidas puede deducirse si el caudal depende de las lluvias (mayo-julio) o del derretimiento de las nieves (septiembre-enero).

## Historia
Francisco Solano Asta-Buruaga y Cienfuegos escribió en 1899 en su obra póstuma Diccionario Geográfico de la República de Chile sobre el río:
Lircay.-—Corriente de agua de corto caudal en el departamento de Talca. Procede de los declives occidentales de los Andes al NE. de su capital. Corre hacia el O., pasa á cinco kilómetros de la misma ciudad capital y va á morir en la margen oriental ó izquierda del Río Claro, poco más al O. de donde lo atraviesa el antiguo camino público que desde la indicada ciudad se dirigía directamente al norte. Es de un curso que no excede de 60 kilómetros, y de riberas generalmente bajas y en partes muy feraces y cultivadas. Da cierta celebridad al Lircay el acto de haberse firmado en su orilla sur junto al paso de aquel camino el 1 de mayo de 1814 la capitulación por la cual se comprometía el jefe español Gainza, estrechado en Talca por el general chileno O'Higgins, á evacuar el país con todas las tropas realistas y á reconocer el gobierno independiente; compromiso que no respetó el virrey del Perú, ni se aprobó en España. También es notable porque en la inmediación de esa banda austral del río se dió el 17 de abril de 1830 una batalla entre partidos civiles de memorables consecuencias, que lleva su nombre. Su denominación le ha sido transmitido de otras que provienen de los primitivos idiomas del Perú.